# Apogon fleurieu
Apogon fleurieu е вид бодлоперка от семейство Apogonidae. Видът не е застрашен от изчезване.

## Разпространение и местообитание
Разпространен е в Бахрейн, Египет, Израел, Индия (Андамански и Никобарски острови), Индонезия, Йордания, Кения, Китай, Мавриций, Мадагаскар, Малайзия, Мианмар, Мозамбик, Оман, Папуа Нова Гвинея, Сейшели, Сомалия, Тайланд, Танзания, Филипини, Хонконг, Шри Ланка и Южна Африка.
Обитава океани, морета, заливи, рифове и крайбрежия. Среща се на дълбочина от 1 до 35 m, при температура на водата около 22,4 °C и соленост 35,9 ‰.

## Описание
На дължина достигат до 12,5 cm.